# Oculométrie
 (janvier 2016).
L’oculométrie (en anglais « eye-tracking » pour « suivi oculaire », ou « gaze-tracking » pour « suivi du regard ») regroupe un ensemble de techniques permettant d'enregistrer les mouvements oculaires. Les oculomètres les plus courants analysent des images de l'œil humain enregistrées par une caméra, souvent en lumière infrarouge, pour calculer la direction du regard du sujet.
En fonction de la précision souhaitée, différentes caractéristiques de l'œil sont analysées. D'autres techniques sont basées sur les variations de potentiels électriques à la surface de la peau du visage ou encore sur les perturbations induites par une lentille spéciale sur un champ magnétique.
Par le biais de l’oculométrie, on peut analyser l'activité oculaire d'un individu, mettre en évidence où se porte son regard, et ainsi savoir ce qu'il voit et ne voit pas. C'est un domaine utilisé notamment dans l’ergonomie. Appliquée au domaine du web, l'ergonomie est utile pour le confort de navigation des internautes mais aussi pour rendre un site attractif, attrayant et efficace. L’oculométrie est une mesure objective du parcours visuel sur un écran ou sur un support écrit. Les systèmes oculométriques permettent de mettre en évidence les déplacements effectués par les yeux sur l’écran et de faire apparaître, sous la forme de cartes, les zones où se concentre le regard. Très utilisée dans la création des écrans Internet, cette technique apporte aux concepteurs d’écrans ou aux ergonomes des informations sur la navigation au sein d’un écran ou entre plusieurs écrans et sur la pertinence de l’implantation de telle ou telle information pour attirer le regard et donc l’attention.
Les oculomètres portables sont également de plus en plus utilisés pour des applications de rééducation et d'assistance (liées par exemple aux fauteuils roulants ou au contrôle des bras et des prothèses robotiques).

## Histoire

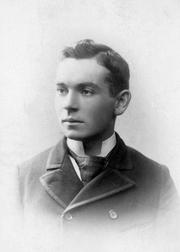
Edmund Burke Huey.

Dans les années 1800, des études s’intéressent au mouvement des yeux via l’observation directe c’est-à-dire l’observation à l’œil nu. À l’origine cette technique a été utilisée afin de mieux comprendre les modes de lecture.
En 1879, Louis Émile Javal, ophtalmologue français et directeur du laboratoire d’ophtalmologie de la Sorbonne, découvre lors d’une de ses études que les yeux des lecteurs ne se déplacent pas de façon continue au fur et à mesure des lignes mais que les yeux font des mouvements rapides et saccadés en marquant de courts arrêts sur certains mots appelés fixation de l’œil. Partant de ces observations, plusieurs questions se sont alors posées, comme l’explication de ces mouvements saccadés ou encore l’explication de l’arrêt des yeux sur des mots en particulier.
Quelques années plus tard, Edmund Burke Huey, auteur et psychologue scolaire, met la science au service de la lecture et de son apprentissage. Beaucoup de parallèles existant entre l’étude de la lecture et la science moderne, il décide de construire un dispositif permettant d’observer la direction du regard et le mouvement des yeux lors de la lecture, ce sera le premier oculométre dit intrusif. C’est une sorte de lentille de contact trouée et déposée sur l’œil du sujet. La lentille est connectée à un pointeur en aluminium se déplaçant selon les mouvements de l’œil. Il démontre ainsi que tous les mots dans une phrase n’ont pas la même importance et il publiera ses conclusions dans son ouvrage de 1908 The Psychology and Pedagogy of Reading considéré comme un classique par ses pairs.
Après la création de ce premier oculomètre, Dogde et Cline étudient, à leur tour, la vitesse des mouvements oculaires et créent le premier oculomètre non intrusif, le photochrinographe, n’enregistrant que les mouvements horizontaux. Quatre ans plus tard, Charles H. Judd et Guy Thomas Bushwell approfondissent cette technologie grâce à l’utilisation des faisceaux de lumières reflétés sur les yeux du sujet puis enregistrés et réussissent à enregistrer des mouvements oculaires dans les deux sens.
En 1931, Earl, James et Carl Taylor créent deux dispositifs ; l’ophtalmographe et le métronoscope afin d’enregistrer le mouvement des yeux lors de la lecture. Durant de nombreuses années et bien que cher, l’oculométrie fut utilisé comme un outil de recherche pour l’éducation et notamment la lecture. Ce n’est qu’un siècle plus tard qu’il sera plus abordable et destiné à un but commercial.
En 1947, Paul Fitts, fondateur de la Loi de Fitts, découvre une relation entre le mouvement des yeux d’une personne et son activité cognitive.
Dans les années 1950, Alfred Iarbous, psychologue russe, explique que les mouvements des yeux et les fixations oculaires sont étroitement liés à l’intérêt du sujet. Bien que la trajectoire de l’œil soit complexe, elle n’est faite ni au hasard ni de manière uniforme. Entre les années 1970 et 1980, les études se poursuivent et se développent rapidement grâce à la science informatique qui elle-même se développe notamment via l’apparition de l’ordinateur qui permet aux scientifiques de traiter leurs données plus efficacement.
En 1980, l’oculométrie est utilisée pour répondre à des questions relatives aux interactions existantes entre humains et ordinateur. Les progrès technologiques permettent d’avoir un résultat des mouvements de l’œil en temps réel.
D’autres sources expliquent que l’oculométrie a d’abord été utilisé dans le monde du nucléaire en vue d’améliorer la sécurité selon des protocoles qui permettent aux ergonomes de comparer par exemple le comportement d’un ingénieur débutant ou d’un ingénieur chevronné face à une alarme par une analyse des déplacements du regard. La méthodologie de l’oculométrie connait aujourd’hui un essor dans tous les domaines, la conception des interfaces d’écran, l’industrie, les tableaux de bord, la sécurité aérienne. Des sociétés comme Pertech développent des outils et des méthodes destinés aux différents secteurs qui souhaitent utiliser l’oculométrie pour prendre en compte le comportement humain et améliorer les performances. En sécurité aérienne, l’oculométrie a permis de mettre en évidence des comportements différents entre des pilotes anciennes et nouvelle génération, plus ou moins portés vers les écrans.

## Usages

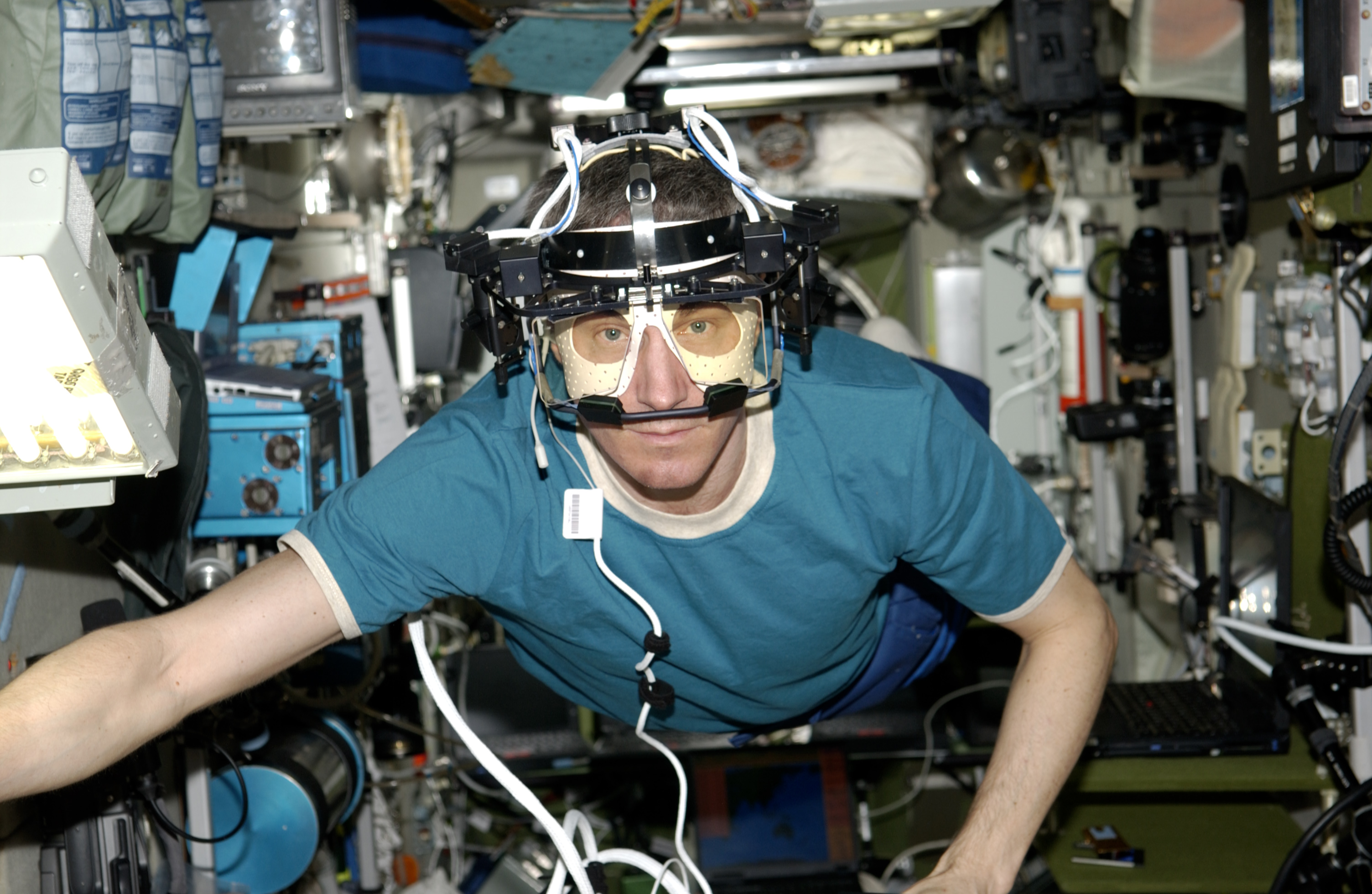
Oculomètre chez un astronaute.

L'oculométrie est utilisée comme technique de mesure en psychologie,,,,, en psycholinguistique, en linguistique clinique, en éducation, en ergonomie dans les milieux industriels ou pour les interfaces Web,, en Sciences de l'information et de la communication et Muséologie et pour les pré-tests de publicité. D'autres applications existent en informatique, où l'oculomètre est utilisé comme interface homme-machine. Enfin l'oculométrie est aussi utilisée dans le domaine médical, par exemple pour l'étude du sommeil.
Exemples d'utilisation :
- Recherche cognitive
- Recherche médicale
- Chirurgie laser
- Navigation informatique (contrôle du curseur, défilement automatique, etc.)
- Simulation de véhicules
- Conduite de chaises roulantes électriques
- Détection de la fatigue
- Entrainement sportif
- Marketing
- Communication visuelle : amélioration d'interfaces, images, vidéos,...
- Systèmes de communications pour les personnes handicapées
- Réalité virtuelle
- Perspective dynamique

### Usage dans la mercatique (marketing)
Avec le progrès de la science informatique, les chercheurs commencent à étudier comment le suivi de l’œil peut être utilisé au sein de l’interaction Homme-Ordinateur. Dans un premier temps, les chercheurs souhaitent aider les personnes handicapées en améliorant leurs conditions de vie mais des marcaticiens y voient un moyen d’améliorer leurs annonces et campagnes publicitaires en comprenant quelles sont les pages les plus lues et quel est le comportement des utilisateurs face à leurs interfaces.
Dans ce contexte plus commercial, Joe Theismann, analyste, étudie plusieurs amateurs de football et détermine quelles parties de l’écran télévisé ont été les plus et les moins observées. EURO RSCG, grande agence de publicité de l’époque, se tourne vers cette technologie afin d’évaluer et de mesurer les réactions des internautes face à l’information diffusée sur les sites web.
Aujourd’hui l’oculométrie se démocratise et son utilisation se diversifie. Cette technologie est largement utilisée dans la communauté scientifique mais aussi par les spécialistes du marketing. Elle permet à ces derniers de mieux comprendre les motivations et freins que peuvent avoir les consommateurs ou les utilisateurs ; bien que couteuse elle met l’accent sur l’importance d’une bonne ergonomie sur le web ainsi que d’un bon merchandising en magasin.
L’objectif est alors d’enregistrer et de suivre le parcours de l’œil face à des stimuli et ainsi enrichir les déclarations du consommateur en mesurant objectivement ce qu’il regarde. Son utilisation première concerne le marketing traditionnel, notamment via le merchandising mais aussi le marketing digital (produits, packaging, optimisation de l’expérience digital). Cela peut aussi servir aux annonceurs souhaitant tester leurs publicités. Ce dispositif marketing permet de comprendre la stratégie de collecte d'information d'un individu.
En identifiant le parcours de l’œil (ordre et durée de fixation), les professionnels peuvent ainsi évaluer l’efficacité d’une affiche, d’un point promotionnel dans un rayon en magasin ou d’une page web. Si cette méthode permet de mettre en lumière les éléments regardés par l’œil, elle permet également de repérer les zones où le regard ne s’arrête pas et par conséquent permet d’améliorer les points problématiques ou de réajuster la stratégie marketing.
Une analyse du comportement peut donc porter sur plusieurs points d’intérêts en fonction de l’objectif des tests organisés par l’organisme demandeur : nombre de regards, temps, sens de lecture, ordre de découverte...
Aujourd’hui, l’usage des techniques et technologies d’oculométrie n'est plus réservé aux chercheurs. Des sociétés privées (SensoMotoric Instrument, Tobii, MyGaze) commercialisent ces outils pour un usage commercial (neuromarketing) et non scientifique. Ces dispositifs restant assez coûteux, des équipes de chercheurs ont mis au point des outils d’oculométrie à bas coût.

## Techniques d'enregistrement des mouvements des yeux
- technique électrooculographique (EOG) : mesure des potentiels électriques continus cornéen-rétinien induits par la rotation des yeux grâce à des électrodes placées autour des yeux ;
- technique magnétooculographique ou galvanométrique (Scleral search-coil technique) : induction d'un champ magnétique par trois bobines (coils) incorporées à une lentille spéciale posée sur la sclère de l'œil du sujet ;
- technique du reflet cornéen ou de réflexion IR : lumière infrarouge (IR) envoyée par des diodes au centre de la pupille, le reflet infrarouge renvoyé par la cornée de l'œil est détecté par une caméra infrarouge ;
- vidéooculographie (VOG) : système le plus ancien qui est le plus souvent combiné à la réflexion IR, la lumière amplifiant la brillance de la pupille[16].

## Outils d'oculométrie
La très récente méthode de l’oculométrie en mercatique, issue de l'ophtalmologie et des sciences cognitives, permet de rendre compte des zones regardées, des zones d'intérêt fixées par le cerveau. Afin de mesurer ces zones d’intérêt, deux systèmes oculométriques existent, répondant à des objectifs bien différents : un système fixe et un système mobile.

### Système fixe
Il correspond à un ordinateur doté de caméras infrarouges sur l'écran duquel est affichée une image elle-même fixe ou mobile - visuel de produit ou film publicitaire. On demande alors à un individu de regarder ce qu'on lui propose à l'écran tandis que les caméras infrarouges enregistrent le parcours visuel - également appelé "parcours fovéal" (de fovea, partie de la rétine où la vision des détails est la plus précise.) - par rapport à l'image regardée. Le dispositif permet d'identifier les zones regardées dans l'image, dans quel ordre elles le sont et la durée de fixation sur chacune d'entre elles.

### Système mobile
Le système mobile ressemble quant à lui à une paire de lunettes où l'on a fixé des caméras vidéo miniatures avec un double système de lentilles qui enregistre le champ visuel de l'individu qui les porte ainsi que, à l'intérieur de ce champ, le parcours fovéal (partie de la rétine où la vision des détails est la plus précise.)
Le parcours fovéal correspond aux images présentées ci-dessous, à l'intersection des deux lignes rouges, ici, en situation réelle d’achat en magasin.

### Logiciels
Ces outils d'oculométrie, mobiles et fixes nécessitent donc des logiciels spécifiques. Ces derniers sont ainsi programmés pour détecter la pupille, décrypter l’image vue, filtrer l’information et enregistrer des mouvements de l’œil en fonction d’un point fixe, de sa durée ou encore de mouvements vifs.
On peut prendre pour exemple les Google Glass dont le principe fondamental repose sur l'oculométrie, qui permet de répondre aux besoins de l'utilisateur grâce à l'analyse de l'emplacement de sa pupille.

## Typologie des mouvements de l’œil humain
On distingue trois grands types de mouvement de l’œil :
- Les mouvements saccadiques : en particulier les saccades exploratoires. Elles sont très rapides, 120 ms, avec des amplitudes qui peuvent varier de 30 à 40° maximum. La dynamique de ces mouvements peut dépasser 600°/s. Ces évènements rapides ont des significations diverses.
- Les mouvements de poursuite lisse : Ces mouvements sont liés à la poursuite visuelle d’une cible réelle. Suivre un oiseau… Ils fonctionnent en basse fréquence et en général ne dépasse pas les 30°/s.
- Les mouvements de fixation : Moins de 1° d’oscillation. Ils se produisent lorsqu’il y a fixation. Ce sont ces mouvements qui intéressent le marketeur et que les logiciels d’exploitation de données oculométriques mettent en avant.

Ces mouvements sont numérisés sur un « scanpath » (chemin de balayage), séquence ordonnée des fixations et des saccades.

## Critiques et éthique
L’oculométrie a ses limites; il doit faire l’objet d’une interprétation par les ergonomes, car si le regard est le vecteur de prédilection pour capter l’information, il n’en demeure pas moins qu’il est en interaction avec les comportements cognitifs. Le parcours visuel peut se modifier chez un opérateur utilisant une application au travail. Après un certain temps et avec l’expérience, il va anticiper ses déplacements oculaires pour se porter là où se trouve l’information pertinente même si cette dernière, mal placée, n’aurait pas été prioritaire dans la découverte d’une page écran.
L’oculométrie est une méthode mercatique relativement intrusive puisqu’elle observe à l’intérieur même du cerveau les réactions du consommateur face à la prise de décision lors de situations d’achat potentiel, ce qui peut soulever des problèmes éthiques.